# Record du monde de Skewb
| Temps  | Compétiteur            | Nationalité | Lieu                                         | Date              |
| ------ | ---------------------- | ----------- | -------------------------------------------- | ----------------- |
| 0 s 75 | Carter Kucala          | États-Unis  | Going Fast in Grandview 2024                 | 23 mars 2024      |
| 0 s 81 | Zayn Khanani           | États-Unis  | Rubik's WCA North American Championship 2022 | 9 juillet 2022    |
| 0 s 85 | Simon Kellum           | Australie   | Going Fast in Grandview 2024                 | 23 mars 2024      |
| 1 s 10 | Jonatan Kłosko         | Pologne     | ŚLS Wodzisław Śląski 2015                    | 17 octobre 2015   |
| 1 s 67 | Michał Rzewuski        | Pologne     | Masovian Open 2015                           | 26 septembre 2015 |
| 1 s 68 | Jan Bentlage           | Allemagne   | World Championship 2015                      | 18 juillet 2015   |
| 1 s 69 | Lee Chiang             | Taïwan      | Taiwan Open 2015                             | 11 juillet 2015   |
| 1 s 81 | Jonatan Kłosko         | Pologne     | Santa Claus Cube Race 2014                   | 6 décembre 2014   |
| 2 s 19 | Jonatan Kłosko         | Pologne     | Kielce Cube Attack 2014                      | 26 juillet 2014   |
| 2 s 19 | Brandon Harnish        | États-Unis  | Bay Area 2 2014                              | 9 février 2014    |
| 3 s 21 | Mharr Justhinne Ampong | Philippines | PNExpress Open 2014                          | 8 février 2014    |
| 4 s 27 | Jayden McNeill         | Australie   | Lifestyle Seasons Summer 2014                | 11 janvier 2014   |
| 4 s 63 | Walker Welch           | États-Unis  | Houston Winter 2014                          | 4 janvier 2014    |
| 9 s 21 | Santosh Tantravahi     | Inde        | Telesis Open 2014                            | 1er janvier 2014  |

| Temps   | Compétiteur              | Nationalité | Lieu                                         | Date              |
| ------- | ------------------------ | ----------- | -------------------------------------------- | ----------------- |
| 1 s 52  | Carter Kucala            | États-Unis  | CubingUSA Heartland Championship 2024        | 9 juin 2024       |
| 1 s 53  | Carter Kucala            | États-Unis  | Canadian Championship 2023                   | 15 juillet 2023   |
| 1 s 56  | Zayn Khanani             | États-Unis  | Pretzel Mania 2022                           | 3 septembre 2022  |
| 1 s 73  | Zayn Khanani             | États-Unis  | Rubik's WCA North American Championship 2022 | 10 juillet 2022   |
| 1 s 84  | Zayn Khanani             | États-Unis  | Bluegrass Spring 2022                        | 11 juin 2022      |
| 1 s 86  | Carter Kucala            | États-Unis  | Cubetcha A 2021                              | 4 décembre 2021   |
| 2 s 03  | Łukasz Burliga           | Pologne     | CFL Santa Claus Cube Race 2017               | 17 décembre 2017  |
| 2 s 51  | Jonatan Kłosko           | Pologne     | Speed Days Kielce 2017                       | 15 octobre 2017   |
| 2 s 55  | Łukasz Burliga           | Pologne     | Speed Days Kielce 2017                       | 14 octobre 2017   |
| 2 s 55  | Jonatan Kłosko           | Pologne     | Polish Open 2017                             | 16 septembre 2017 |
| 2 s 62  | Łukasz Burliga           | Pologne     | ŚLS Jastrzębie Zdrój 2017                    | 1er avril 2017    |
| 2 s 62  | Michał Rzewuski          | Pologne     | Staszic Open 2017                            | 12 mars 2017      |
| 2 s 63  | Łukasz Burliga           | Pologne     | Elektryk Cube Race 2016                      | 8 octobre 2016    |
| 2 s 63  | Michał Rzewuski          | Pologne     | GLS Cup V 2016                               | 8 octobre 2016    |
| 2 s 76  | Michał Rzewuski          | Pologne     | GLS Cup II 2016                              | 16 avril 2016     |
| 2 s 95  | Jonatan Kłosko           | Pologne     | Santa Claus Cube Race 2015                   | 6 décembre 2015   |
| 2 s 99  | Michał Rzewuski          | Pologne     | ŚLS Sosnowiec 2015                           | 18 juillet 2015   |
| 3 s 10  | Jayden McNeill           | Australie   | Niddrie 2014                                 | 14 décembre 2014  |
| 3 s 15  | Jonatan Kłosko           | Pologne     | Kaliska Open 2014                            | 16 août 2014      |
| 4 s 54  | Antoine Cantin           | Canada      | Starlight Open 2014                          | 9 août 2014       |
| 4 s 58  | Jonatan Kłosko           | Pologne     | SLS Tarnowskie Gory 2014                     | 5 avril 2014      |
| 5 s 61  | Jonatan Kłosko           | Pologne     | SLS Gliwice 2014                             | 23 février 2014   |
| 6 s 17  | Hideki Niina             | Japon       | JRCA Kansai Winter 2014                      | 8 février 2014    |
| 6 s 21  | Brandon Harnish          | États-Unis  | Berkeley Winter 2014                         | 1er février 2014  |
| 7 s 34  | Marco Rota               | Italie      | Milan Winter Open 2014                       | 12 janvier 2014   |
| 7 s 46  | John Brechon             | États-Unis  | Blizzard Town 2014                           | 11 janvier 2014   |
| 8 s 16  | Walker Welch             | États-Unis  | Houston Winter 2014                          | 4 janvier 2014    |
| 13 s 70 | Abhishek Sathyanarayanan | Inde        | Telesis Open 2014                            | 1er janvier 2014  |